# Čechov (město)
Čechov (rusky Чехов) je město v Moskevské oblasti v Rusku. Město se nachází na řece Lopasni asi 52 km od Moskvy. Žije zde 69 028 obyvatel (2015). Status města obdrželo v roce 1954.
V letech 1996 až 2000 a 2003 až 2013 zde sídlil hokejový klub HC Viťaz.

## Etymologie
Současný název Čechov vznikl v roce 1954, kdy při příležitosti 50. výročí úmrtí ruského dramatika Antona Pavloviče Čechova došlo k přejmenování vesnice Lopasňa. V nedaleké vesnici Melichovo, kde na konci 19. století Čechov žil, je literární muzeum tohoto ruského spisovatele.

## Geografie
Město se nachází jižně od Moskvy, asi 50 km od Moskevského dálničního okruhu.
Podnebí je mírně kontinentální s mírně chladnými zimami a teplými, vlhkými léty. Častý přechod cyklón z Atlantiku a někdy i ze Středozemního moře vede k nárůstu oblačnosti. Průměrná teplota v lednu je asi −9 °C, průměrná teplota v červenci je asi +18 °C. Průměrná délka období bez mrazu je asi 200 dní. Půdy jsou převážně nivní a šedé lesní.

## Historie

### Nejstarší historie
Území dnešního Čechova je osídleno již od neolitu. Po nejstarších obyvatelích se zde nalezly kamenné nástroje, sekery, nože a kopí. Od 8. století před n. l. až do 6. století n. l. vznikaly na místě osady patriarchálních rodových společenstvích, které již znaly oheň a vytvářely i jednoduché hrnčířské výrobky. V 10. století se zde začali usazovat slovanští Vjatiči. Na území moderního Čechova a v jeho blízkém okolí bylo nalezeno několik pozůstatků těchto slovanských vesnic.
V roce 1175 vypukla válka o nadvládu nad Vladimirsko-suzdalským knížectvím a kníže Vsevolod III. Velké hnízdo poslal svou manželku a švagrovou do Loposni, aby se vyhnuly válečnému nebezpečí. Tím se Loposňa poprvé objevila v ruských kronikách. Přelom 12. a 13. století je spojen s nekonečným drancováním, vypalováním a bitvami v Lopasni. 

### 14. století
Moskevský a vladimirský kníže Ivan I. Kalita přinesl Lopasni stabilitu a rozvoj, po své smrti odkázal Lopasňu svému synovi Andrejovi, který ale brzy zemřel na mor a Lopasňa se stala cílem nájezdů z Rjazaňského knížectví. Rjazaňci okrádali místní občany, unesli starostu Lopasni a nepropustili ho, dokud za něj nedostali z Moskvy výkupné. Rjazaňské knížectví se snažilo nejen silou k sobě Lopasňu připojit, ale i diplomacií. Když se vládce Rjazaně rozhodl bojovat po boku Dmitrije Donského proti litevskému knížeti Olgerdovi, požadoval za to připojení Lopasně k Rjazani. Ale Dmitrij Donský to odmítl a Lopasňu si ponechal.

### Lopasňa a Puškin
Lopasňa je úzce spojena s Puškinovou rodinou. Po smrti ruského dramatika Alexandra Sergejeviče Puškina jeho manželka Natalie Nikolajevna často se svými dětmi navštěvovala panství Lopasňa-Začatjevskoje patřící rodině Vasilčikovců. Rodina Natalie Nikolajevny žila na to tomto panství ještě na počátku 20. století. Někteří z básníkových potomků zde byli i pohřbeni.
Vedle kostela Početí sv. Anny se nachází rodinná nekropole Puškinů. Jsou zde pohřbeni potomci Alexandra Sergejeviče: jeho nejstarší syn Alexandr Alexandrovič Puškin, vnuci a pravnučka.

### Moderní období
V roce 1954 byla Lopasňa přejmenována na Čechov a povýšena na město.
V roce 1965 bylo sídlo městského typu Veňukovo připojeno k Čechovu.